# 志摩町越賀

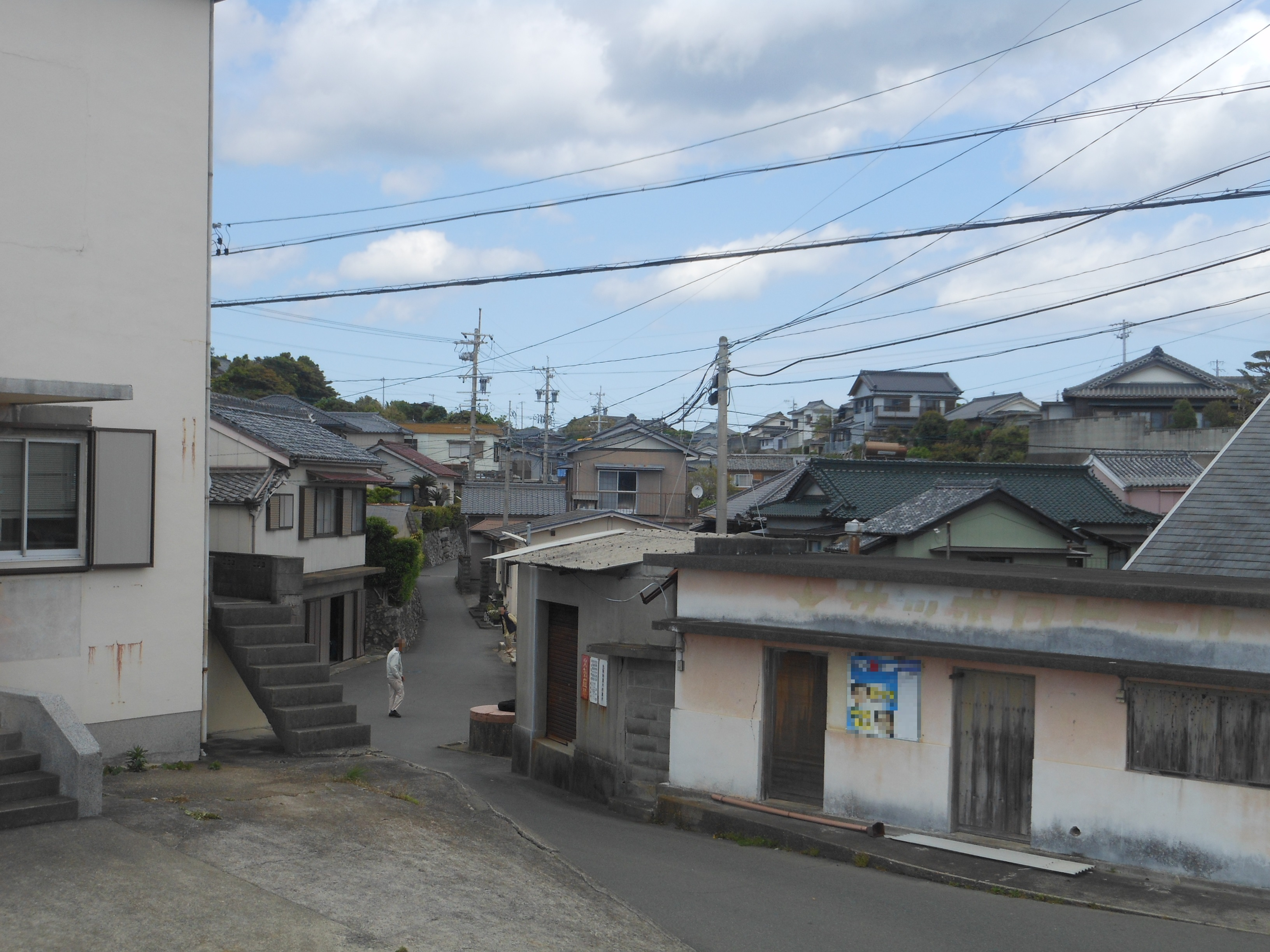
越賀中心部

志摩町越賀（しまちょうこしか）は、三重県志摩市の大字。2004年1月1日現在の面積は4.18km2。郵便番号は517-0704（集配局：志摩郵便局）。
隣接する地区では漁業を主業とする一方、越賀は農業も盛んであり、越賀茶や「きんこ」と呼ばれるサツマイモを干した食品の生産が行われる。

## 地理
志摩市の南部、前島半島（さきしまはんとう）の西部に位置する。北側（内海）と南側（外洋）が海に面し、南側に漁港と海水浴場を有する。北側は越賀浦と言い、真珠養殖が行われるとともに、外洋が荒れた時に避難港の役割を果たす。内陸部は高台になっており、畑作が盛んである。『角川日本地名大辞典』では「半農半漁の地域」とされ、高木秀和は「熊野灘に面したこれらの集落では農業のウエイトは全体的に低いといえるが、志摩町越賀のみ例外的に高い」としている。
- 山：城山
- 海：英虞湾（北側）、熊野灘（南側）
- 岬：城山岬、岩井戸岬
- 島：雀島

東は志摩町和具、西は志摩町御座と接する。集落は主に南部に集まり、中田・高岡・若宮などに分かれる。ただし、自然条件が似通った和具と比べれば1軒あたりの屋敷は広い。

## 歴史

### 原始から古代
越賀北部の小字柳谷にある柳谷遺跡では縄文時代の遺物が大量に出土しており、縄文土器に関しては関東地方や瀬戸内地方の土器と共通する特徴があることから、沿岸を伝っての交流があったことが推察される。また、この遺跡の周囲600mには縄文時代の遺跡がほかに3つ集まっており、越賀南部でも縄文時代後期の阿津里（あづり）貝塚が確認されている。南部では古墳時代後期の全16基の円墳群である野里浜（のりはま）古墳群、全10基の野里ノ岬（のりのみさき）古墳群、全7基の布浜（めはま）古墳群が確認されている。このように1地域に古墳が集中するのは、志摩半島では珍しい。
平安時代末期の『外記日記』の仁平2年6月26日（ユリウス暦：1152年7月29日）条に「裁定申各神宮司言上為越賀荘押妨神領事」の文字があり、また『玉葉』の承安2年11月1日（ユリウス暦：1172年11月18日）条には「越賀御厨事、同以消息遣親宗許了」の文字が見られ、越賀荘と越賀御厨の間に争いがあったことが窺える。また『神鳳鈔』にも「越賀」の字がある。

### 中世から近世

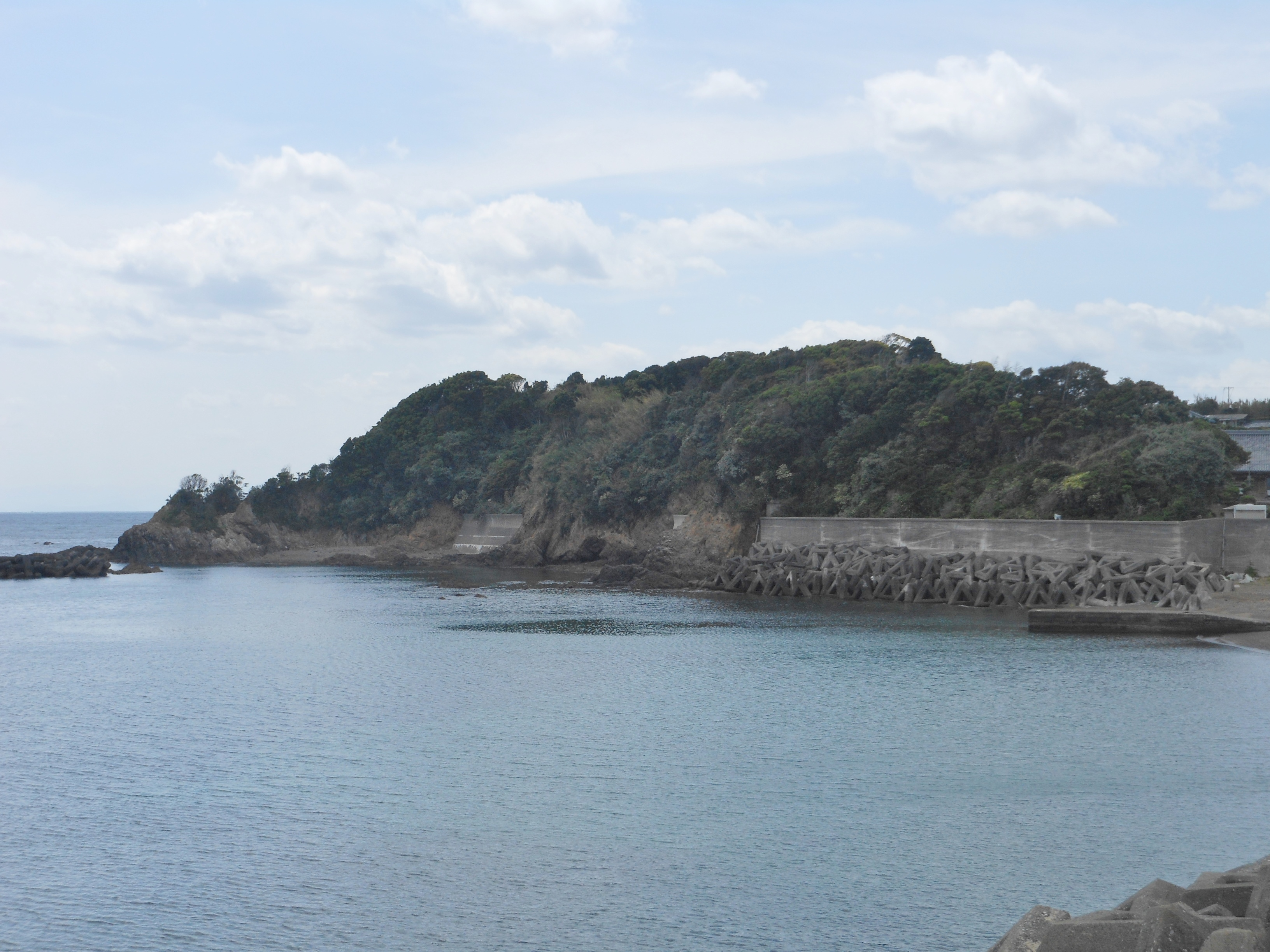
越賀城跡

応永年間（1394年〜1428年）に越賀の地にやってきた越賀氏（佐治氏とも）は、初代・越賀隼人の隆俊が城山に越賀城を構え、九鬼水軍の攻略に3年間耐えしのいだが九鬼嘉隆と和睦し、九鬼氏に仕えた。息子で2代の隆政は文禄の役で武功を挙げ、御座や鵜方など1800石の所領を得、関ヶ原の戦いでは東軍に味方した九鬼守隆に従い、そこでも手柄を上げた。その長男で3代の隆春は、11歳にして大坂夏の陣に臨んで活躍し、九鬼氏が移封となった際には九鬼隆季に従い丹波国綾部藩に移った。隆春の弟である隆次は九鬼久隆に付き従って、摂津国三田藩へ移った。
江戸時代には志摩国英虞郡鵜方組に属し、鳥羽藩の配下にあった。越賀の港は志州四箇津の1つとして栄え、東風のため大王崎沖を通れない船の避難港となった。村内の八幡宮の石垣の修繕には越後国や淡路国など遠方の船頭らからも寄進がなされた。漁業も行われ、鯛6枚を献上したほか、カツオ・エビ・イワシ・アワビなどを獲っていた。また夕方に越賀を出港し、翌朝尾張国熱田の朝市に届ける「ノリツケ」を行っていた。伊勢国山田へ魚を届ける時は、夜中に起床して英虞湾を渡り鵜方村に上陸し、磯部を経由して逢坂峠を越えて夜通し駆ける「徒荷持」（かちにもち）を行った。農業の生産性が低く、漁業はできるが市場が遠かったため、江戸時代から出稼ぎが行われ、志摩国鳥羽のほか伊勢国山田・大湊・松坂、更に尾張・三河・美濃・紀伊・大坂天満まで出て大工・イワシ漁・稲刈り・海士などの仕事に従事した。米の生産量が少なかったため、年貢は米納ではなく金納が多く、天保15年（1844年）の記録では年貢564俵のうちおよそ26%に相当する147俵分が金納であった。
安政元年11月4日（1854年12月23日）、安政東海地震に伴う津波が襲来、溺死者3名を出し、家屋など39棟が流され、田畑にも砂が流入するなどの被害をもたらした。幕末には砲台が築かれ、岩井戸岬に跡が残る。

### 近代から現代
明治時代になると、小規模ながらアイ・綿花の栽培や養蚕が始まるも、それぞれ1902年（明治35年）、終戦頃、1935年（昭和10年）代に途絶えた。1879年（明治12年）に隣の御座村を吸収したが、1889年（明治22年）の町村制施行により御座が分離したため単独で越賀村として村制を敷き、1954年（昭和29年）に昭和の大合併で志摩町の大字、2004年（平成16年）に平成の大合併で志摩市の大字となった。
1887年（明治20年）7月、消防や公共事業などに携わってきた「若者中」から発展して「越賀青年会」が発足、途中「越賀組」に改名したのちに1912年（明治45年）2月に「越賀青年団」となった。同青年団は、15〜35歳の男性を団員とし、道徳の涵養（かんよう）、「夜学部」などでの学術知識の研修、体育、農業の発展のための品評会・試作といった事業を展開した。一方で15〜30歳を対象とした「越賀共制社」という組織もあり、遭難者の救助や祭典の任務にあたった。これら若者を対象とした2団体の並存状態について、宮前耕史はともに風俗改良・悪習矯正を掲げながらも「青年会」は学術研究を主とした私的な団体、「共制社」は共同体の利害に関わる公的な団体と言える、としている。また当時、「遊屋」という女性のための夜業の場があったが、そこには男性が出かけて行き、男女交際の場ともなっていた。そして夜業を終えると空き家に侵入し、性的な関係を結ぶ行為が常態化していたという。その現状を憂い、越賀の風儀矯正を目的とした「越賀崇徳会」は、男性向けの夜業の場を設けて男女とも「遊屋」への宿泊を義務付け、村の青年社会にふさわしくないものを村八分にすることを主張した。この「崇徳会」の意見がどの程度受け入れられたかは不明であるが、大正時代初期には青年団長により「遊屋」は廃止された。
1893年（明治25年）には越賀村の海女が寒天の原料・テングサを求め、北海道の礼文島へ出稼ぎに出かけた。その後、1920年代まで海女は礼文島や利尻島へ毎年出稼ぎへ行くようになり、中には出稼ぎ先で結婚する海女もいた。大正時代より越賀村では天然真珠の採取が行われ、1926年（昭和元年）には真珠養殖が始まった。1960年代には養殖規模で東隣の和具に3倍の差を付けられたが、生産高は和具と同程度だった。
第二次世界大戦後、真珠加工場建設のために整地中、柳谷遺跡が発見された。また、1953年（昭和28年）の台風13号復旧工事で野里浜古墳群から弥生時代の遺物が、1968年（昭和43年）6月の分譲別荘地開発の際は野里浜古墳群1号墳から土師器や須恵器が出土した。1950年代には畜産が盛んになり、果樹・茶などの栽培も始まった。

### 沿革
- 1889年（明治22年）4月1日 - 町村制施行に伴い、英虞郡越賀村となる。大字は編成せず。
- 1896年（明治29年）4月1日 - 郡の統合により英虞郡が答志郡と合併し、志摩郡越賀村となる[27]。大字は編成せず。
- 1954年（昭和29年）12月1日 - 町村合併により、志摩郡志摩町越賀となる。
- 2004年（平成16年）10月1日 - 町村合併により、志摩市志摩町越賀となる。

### 地名の由来
中村精貮は以下のような説明をしている。
- 越賀の西部に布浜（めはま）という小字がある。布浜から東に行くと越賀の中心集落の前の浜に出る。そこから、布浜から東に越した浜、つまり「越ヶ浜」という名称を与えられた。その後、時間の経過とともに浜が欠落して「越ヶ」となり、「ヶ」が「賀」の字に変化して「越賀」となった。

岩田準一は次のような郷土の伝説を記している。
- 浜島から御座へ海を泳いで渡っていくシカを狙って矢取島から矢を放ったところ、シカがよけて方向を変えた。この時シカが向かった先が越賀であり、越鹿（こしか）から越賀となった。この時、矢が飛んで行った先の島に「矢がそれた島」という意味で「ヤソリ島」という名が付けられた。

## 世帯数と人口
2019年（令和元年）7月31日現在の世帯数と人口は以下の通りである。
| 町丁       | 世帯数  | 人口    |
| ---------- | ------- | ------- |
| 志摩町越賀 | 672世帯 | 1,470人 |

### 人口の変遷
1746年以降の人口の推移。なお、2005年以後は国勢調査による推移。
国勢調査による人口の推移。
| 1746年（延享3年）  | 710人   | [ 5 ]     |  |
| 1844年（天保15年） | 1,135人 | [ 30 ]    |  |
| 1868年（慶応4年）  | 1,211人 | [ 30 ]    |  |
| 1908年（明治41年） | 2,033人 | [ 30 ]    |  |
| 1960年（昭和3年）  | 2,880人 | [ 31 ]    |  |
| 1980年（昭和55年） | 2,484人 | [ 3 ]     |  |
| 2000年（平成12年） | 2,159人 | [ 31 ]    |  |
| 2005年（平成17年） | 1,992人 | [ WEB 7 ] |  |
| 2010年（平成22年） | 1,812人 | [ WEB 8 ] |  |
| 2015年（平成27年） | 1,566人 | [ WEB 9 ] |  |

### 世帯数の変遷
1746年以降の世帯数の推移。なお、2005年以後は国勢調査による推移。
| 1746年（延享3年）  | 154戸   | [ 5 ]     |  |
| 1844年（天保15年） | 203戸   | [ 30 ]    |  |
| 1868年（慶応4年）  | 205戸   | [ 30 ]    |  |
| 1908年（明治41年） | 335戸   | [ 30 ]    |  |
| 1960年（昭和35年） | 530世帯 | [ 31 ]    |  |
| 1980年（昭和55年） | 675世帯 | [ 3 ]     |  |
| 2000年（平成12年） | 712世帯 | [ 31 ]    |  |
| 2005年（平成17年） | 708世帯 | [ WEB 7 ] |  |
| 2010年（平成22年） | 687世帯 | [ WEB 8 ] |  |
| 2015年（平成27年） | 646世帯 | [ WEB 9 ] |  |

## 学区
市立小・中学校に通う場合、学区は以下の通りとなる。
| 番・番地等 | 小学校             | 中学校             |
| ---------- | ------------------ | ------------------ |
| 全域       | 志摩市立志摩小学校 | 志摩市立志摩中学校 |

2014年3月31日に閉校するまで、越賀中学校の学区であった。

## 経済

### 越賀茶
越賀茶（こしかちゃ）は、三重県志摩市志摩町越賀で生産される日本茶。伊勢茶の1つでもある。栽培品種は「やぶきた」と在来種の「やえほう」が中心で、ほどよい渋みと甘みを有する。温暖な気候のため、三重県の他の地域に先んじて茶摘みが行われるが、2011年（平成23年）は例年より10日遅い4月24日から茶摘みが始まった。
2011年（平成23年）現在、約100戸の生産農家が計3haの農地で茶を栽培し、約7t収穫している。栽培には「周囲園」と呼ばれる、他の作物畑を囲むように茶の木を植える方法を採用し、土壌流失を防いでいる。

### 越賀漁港

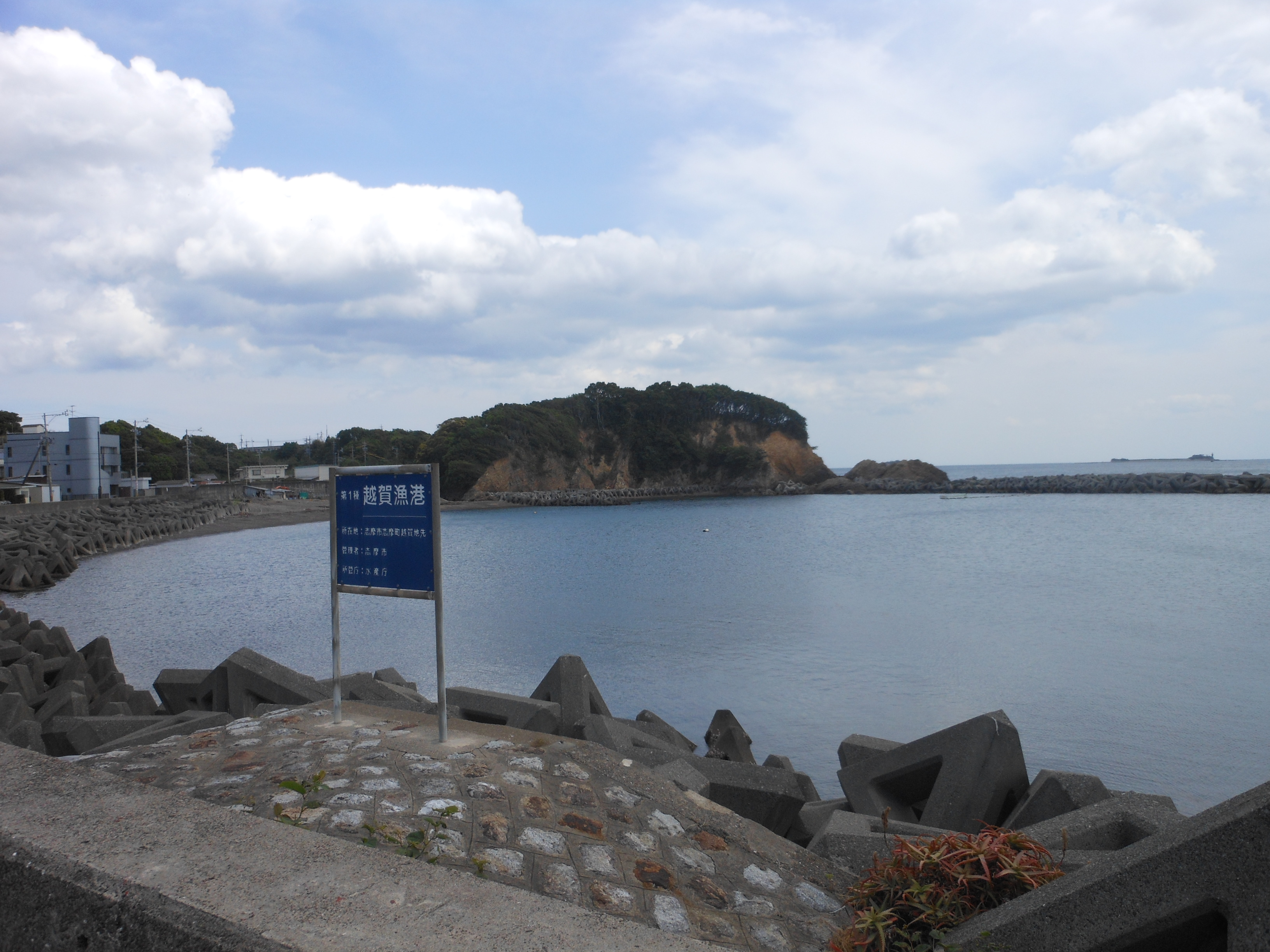
越賀漁港

越賀漁港（こしかぎょこう）は、三重県志摩市志摩町越賀の熊野灘沿岸にある第1種漁港。志摩市が管理している。1952年（昭和27年）から漁港認定に向けて3か年計画を立て、翌1953年（昭和28年）3月5日に漁港認定を受けた。しかし、同年の台風13号で被災し計画通りにはいかず、最小限の施設として船揚斜路が設けられた。
細萱泉らが地理情報システム（GIS）を用いて南海トラフを震源とするマグニチュード8クラスの東南海・南海地震が発生した場合の津波をシミュレートしたところ、越賀漁港には地震発生から10分後に9.5mの津波が押し寄せるという結果が得られた。
越賀では、海女によるサザエ・アワビ、漁師によるエビ刺し網漁、アジ・サバ定置網漁といった沿岸漁業が盛んである。2009年（平成21年）の陸揚量は135.6t、陸揚金額は128百万円である。越賀漁業協同組合は、平成に入ってから活発化した三重県内各地の漁業協同組合の合併に加わらず、単独経営を続けてきたが、2010年（平成22年）3月31日をもって解散した。

## 観光
- あづり浜（あずり浜・阿津里浜） - 夏に海水浴やキャンプに訪れる客が多い[3]。付近は景勝地で、ハマユウが咲く[3]。
- 弓祭り（弓引神事） - 鎮守の越賀神社（合祀前は八幡宮）の神事[9]。旧暦の1月11日に行われていたが、現在は1月中の休日を選んで催行される[WEB 15]。西方浜にて、1年の豊作や大漁を願い[WEB 15]、射手6人が6尺四方の的を射る[35]。
- 大山公苑 - 越賀北部にある観光文化施設で、4月にはボタン80種800株が咲く[36]。2011年（平成23年）春に幅員7mの道路を整備した[36]。日本の陶芸品や真珠、中国の玉宝などを展示する「大山玉宝美術館」[WEB 16]や日本中の土鈴16,000点を収蔵する「志摩・鈴ミュージアム」も苑内にある[WEB 17]。
- 海女資料館（海女小屋体験） - 2006年（平成18年）に伊勢志摩で開かれた自然公園大会を期に開館し、漁師宅にあった漁具等を展示する[WEB 18]。海女の話を聴きながら、魚介類の網焼きを食べられる[37]。
- 海女小屋体験施設さとうみ庵

## 文化

### サンヨム婆の伝説
昔、越賀村に三右衛門婆（さんよむばば）という老女がおり、子供を見ればかわいがり、「食べてやりたいほどかわいい」と口癖のように言っていた。孫ができた時、非常にかわいがり、ついには赤ちゃんに食らいついて死なせてしまった。赤ちゃんの親が戻ってくると婆は「布団で寝ている」と話し、布団をめくると赤ちゃんは血まみれになっていたという。
婆が死んだ時、葬式を行ったが風雨が激しく墓に埋葬できなかった。そこで棺桶を放置しておくと、いつの間にか棺桶の中が空になっていたという。異説では埋葬しようとすると雲が下りてきて、人々が慌てているうちに雲が婆の亡骸を抱えて天に連れて行ったという。
その後、三右衛門爺が大坂へ出かけると、「三右衛門騒動」という芝居を上演していた。「自分のことをやっているな」と思った爺がのぞいてみると予想通り、三右衛門婆が孫を食い殺してしまった物語を演じており、爺はこの芝居を鑑賞して帰ってきた。
この伝説は、後世に「23日のサンヨム婆」といい、子供を脅すのに多用された。

## 交通

### 鉄道
鉄道は通っていない。最寄り駅は、陸路なら阿児町鵜方にある近鉄志摩線鵜方駅、志摩町和具から海路を利用すれば阿児町神明賢島にある同線賢島駅となる。

### バス
越賀バス停
- 三重交通（志摩営業所管内）
  - 60・62系統 御座港
  - 60・62系統 伊勢市駅前
  - 60・62系統 伊勢赤十字病院

### 道路

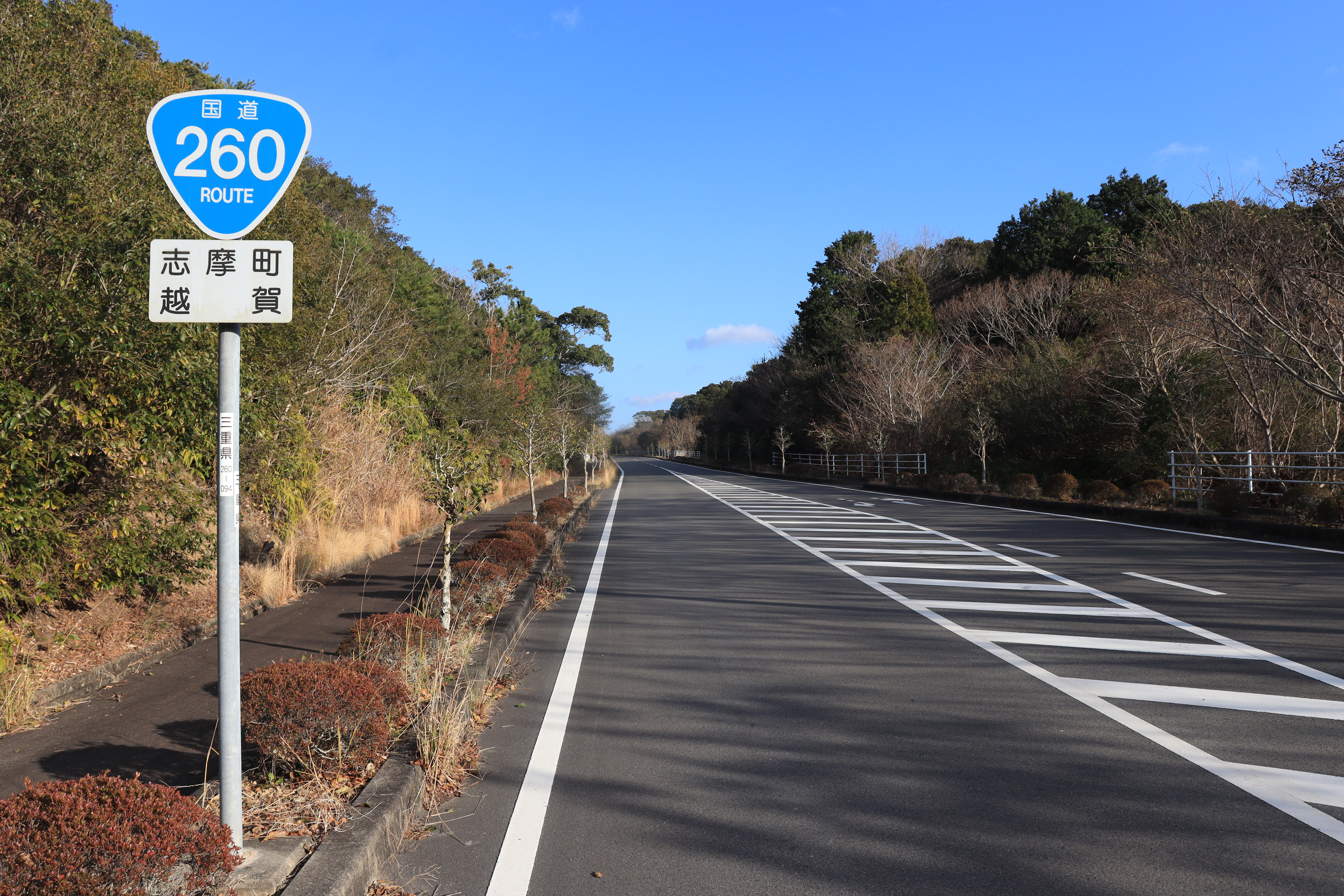
域内を横断する国道260号の志摩バイパス

- 国道260号 - 北部を志摩バイパスが、南部を本線が通る。南部を通る本線は旧・崎島街道でありマツの並木もあったが、伊勢湾台風で原形をとどめないほどの被害を受けた[30]。1963年（昭和38年）に国道となり、1965年（昭和40年）から舗装が進められた[30]。

## 施設
- 志摩市越賀連絡所
- 志摩市立越賀小学校
- 志摩市立越賀保育所（休所中[WEB 19]）
- 越賀地区多目的集会施設
- 鳥羽警察署越賀警察官駐在所
- 志摩越賀郵便局
- 伊勢農業協同組合越賀キャッシュコーナー
- 越賀真珠漁業協同組合
- 渚亭 磯月
- 活鮮旅館 志摩半島
- 志摩オートキャンプ場
- グループホームなのはな

## 史跡
- 越賀城 - 中世の城館で、越賀氏3代の居城[8]。往時は越賀氏の家人70人が拠り、三方が絶壁という天然の要害だった[9]。現地は三方に土塁を残し、北東の土塁に組み込まれた石組は横穴式古墳だったと考えられている[8]。
- 越賀神社 - 八幡宮ほか10社を合祀して1907年（明治40年）に日吉神社として創建、翌1908年（明治41年）に越賀神社に改称、小字宮若に移転した[5]。神宝として越賀隼人が朝鮮出兵の際に持ち帰ったとされる獅子頭や天狗面がある[WEB 20]。
- 旧越賀村郷蔵 - 年貢米を鳥羽藩に納めるまでの間の保管や藩の災害救助米の備蓄に利用され[7]、明治時代には海藻の収納庫となった[40]。明和3年（1766年）に建造され、1964年（昭和39年）10月16日に三重県指定史跡となった[WEB 21]。
- 越賀の舞台 - 志摩では幕末に歌舞伎や地芝居が盛んになり、舞台が造られた中、志摩に現存する唯一のものが越賀の舞台である[WEB 22][注 4]。嘉永4年（1851年）に落成[WEB 22]。安政東海地震で越賀村は被災したが、舞台は無事だったという[7]。1978年（昭和53年）2月7日に三重県指定有形民俗文化財に指定される[WEB 22]。

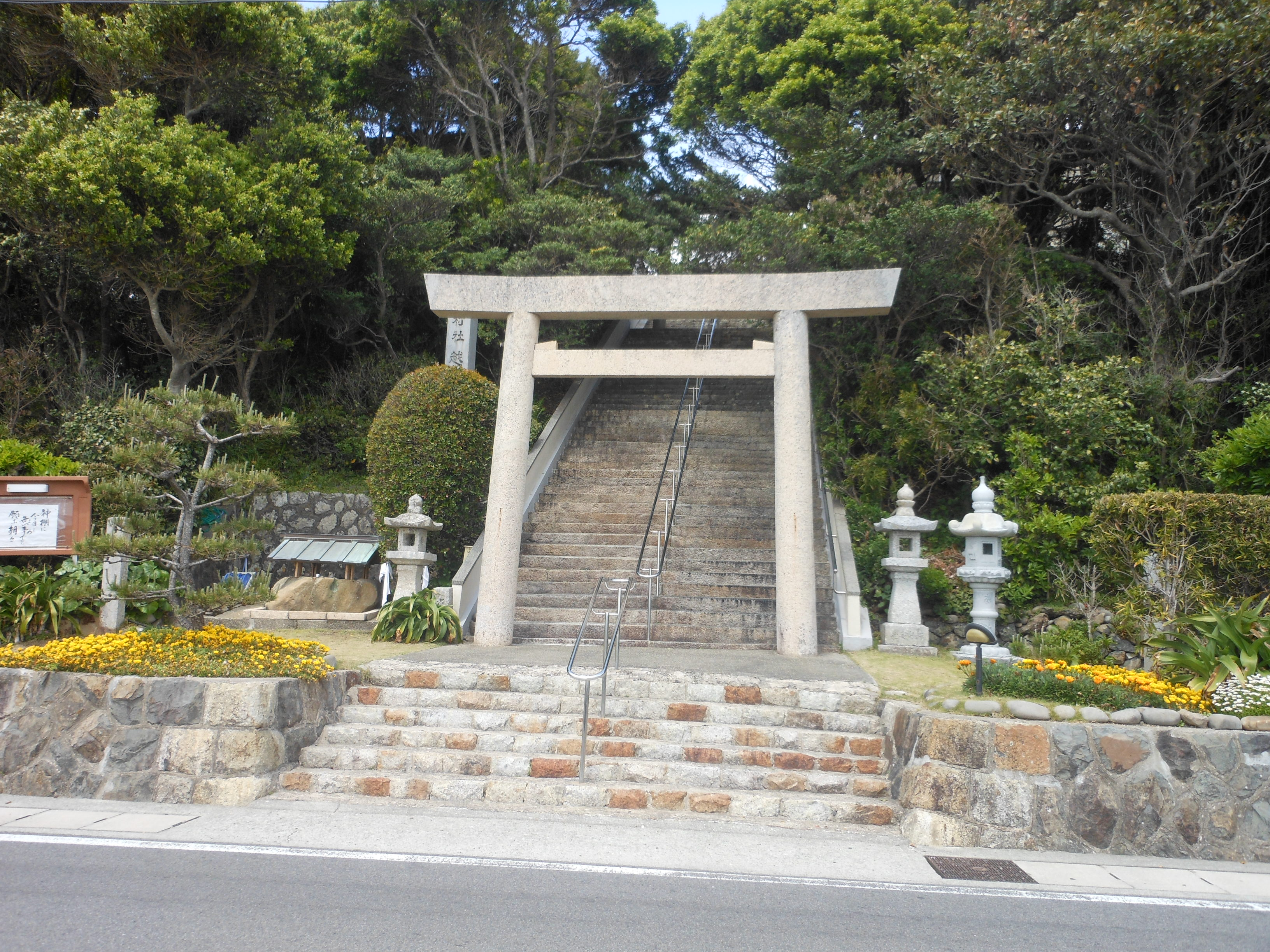
越賀神社の鳥居
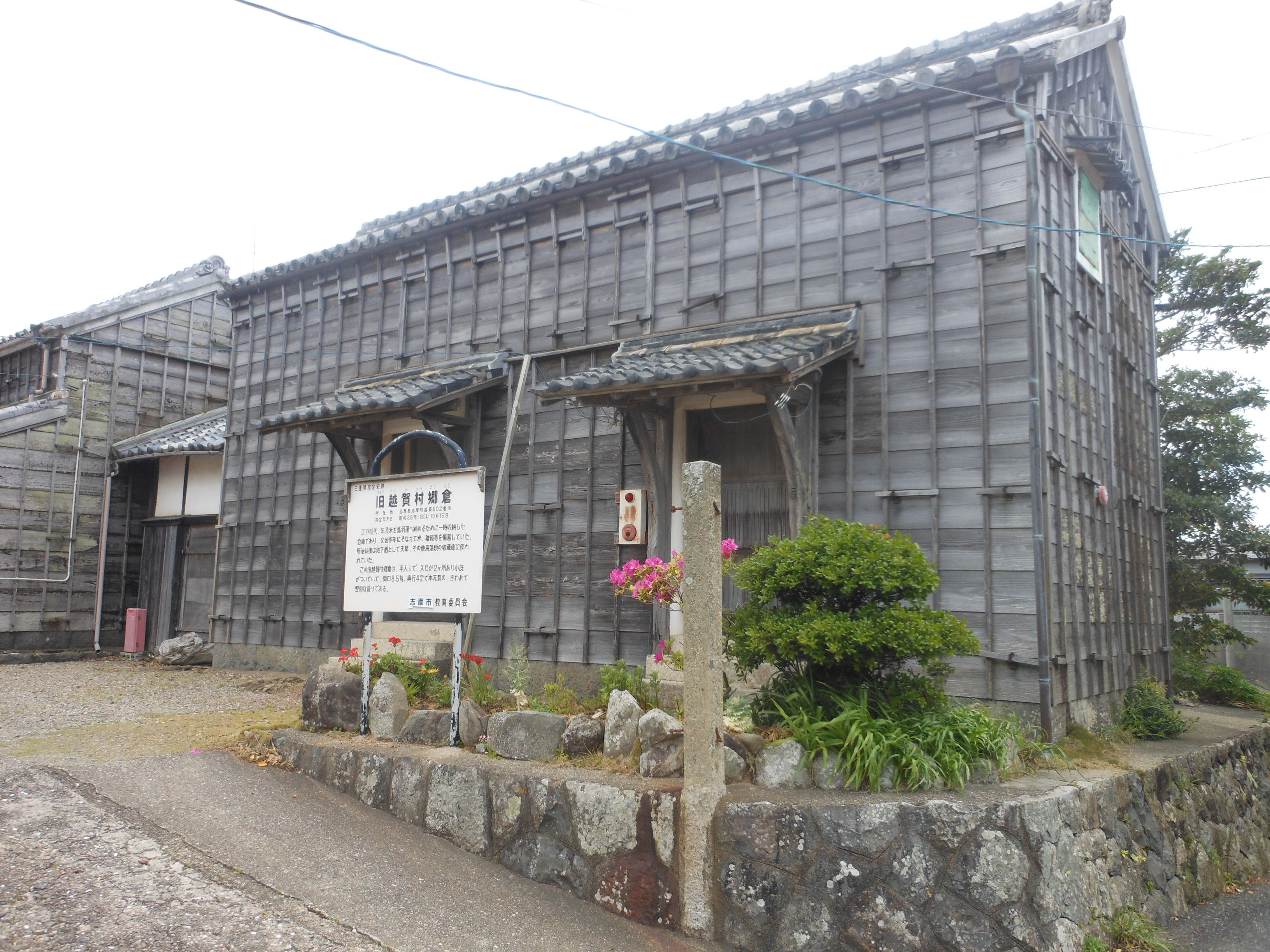
旧越賀村郷蔵
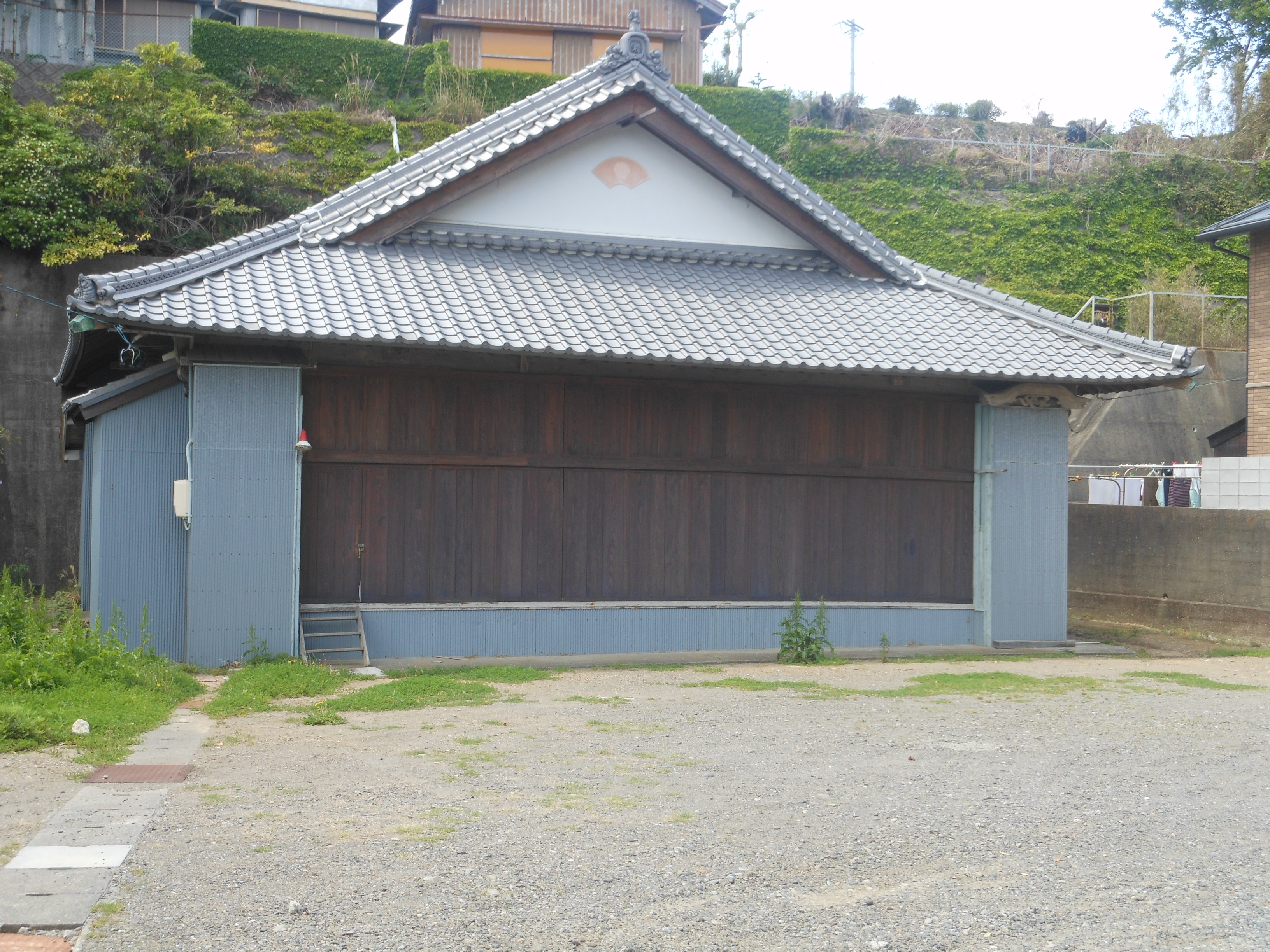
越賀の舞台

### 寺院
越賀は江戸時代に「ホトケムラ」（仏村）と呼ばれたほど仏教が篤く信仰され、明治初期の神仏分離で神道への改宗を強要された後に村人の尽力で仏教勢力の復興を果たした。
竜海山宝珠院
曹洞宗の仏教寺院で、別名を「中寺」という。
瑠璃光山普門寺
曹洞宗永平寺派の仏教寺院。別名を「西寺」といい、越賀氏の菩提寺であった。安政東海地震では倒壊している。文禄年間（1592年〜1596年）にこの寺で奉公していた尻こぼしが運んできたという巨石「コボシイシ」（小法師石）が境内にある。
南溟山大蔵寺
曹洞宗の仏教寺院で、別名を「東寺」という。越賀氏の城砦の祈願所だった。境内に「安政津波流倒記」という碑が立つ。この碑は安政東海地震の時に襲来した津波の到達点（浪先）に置かれ、寺の土塀は地震で壊れた本堂の瓦を漆喰で固めて造ったものである。市内には阿児町甲賀にも津波の襲来を記した自然災害伝承碑「地震津浪遺戒」の碑があり、市内の認知度は甲賀の碑の方が少し高い。

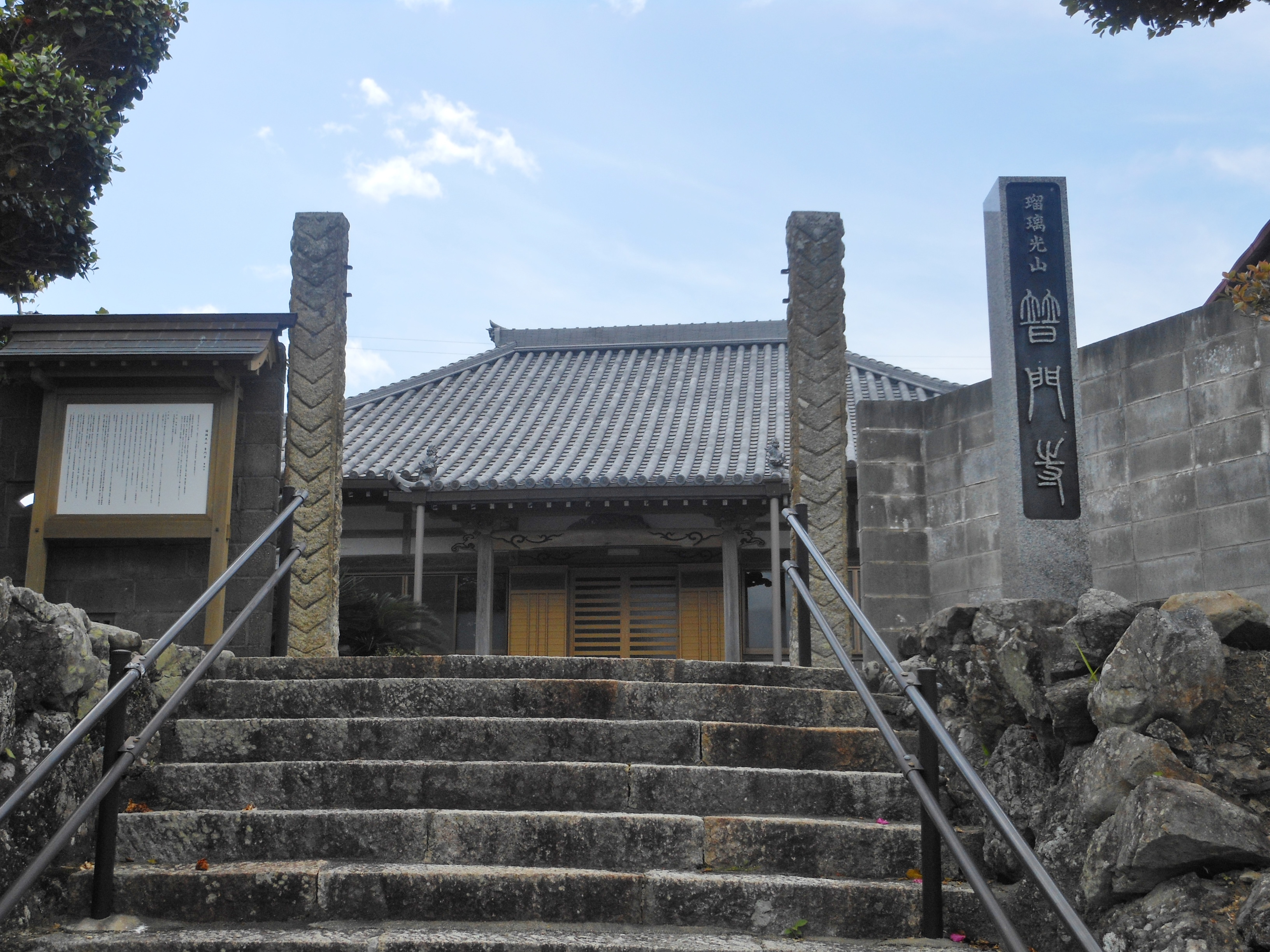
普門寺
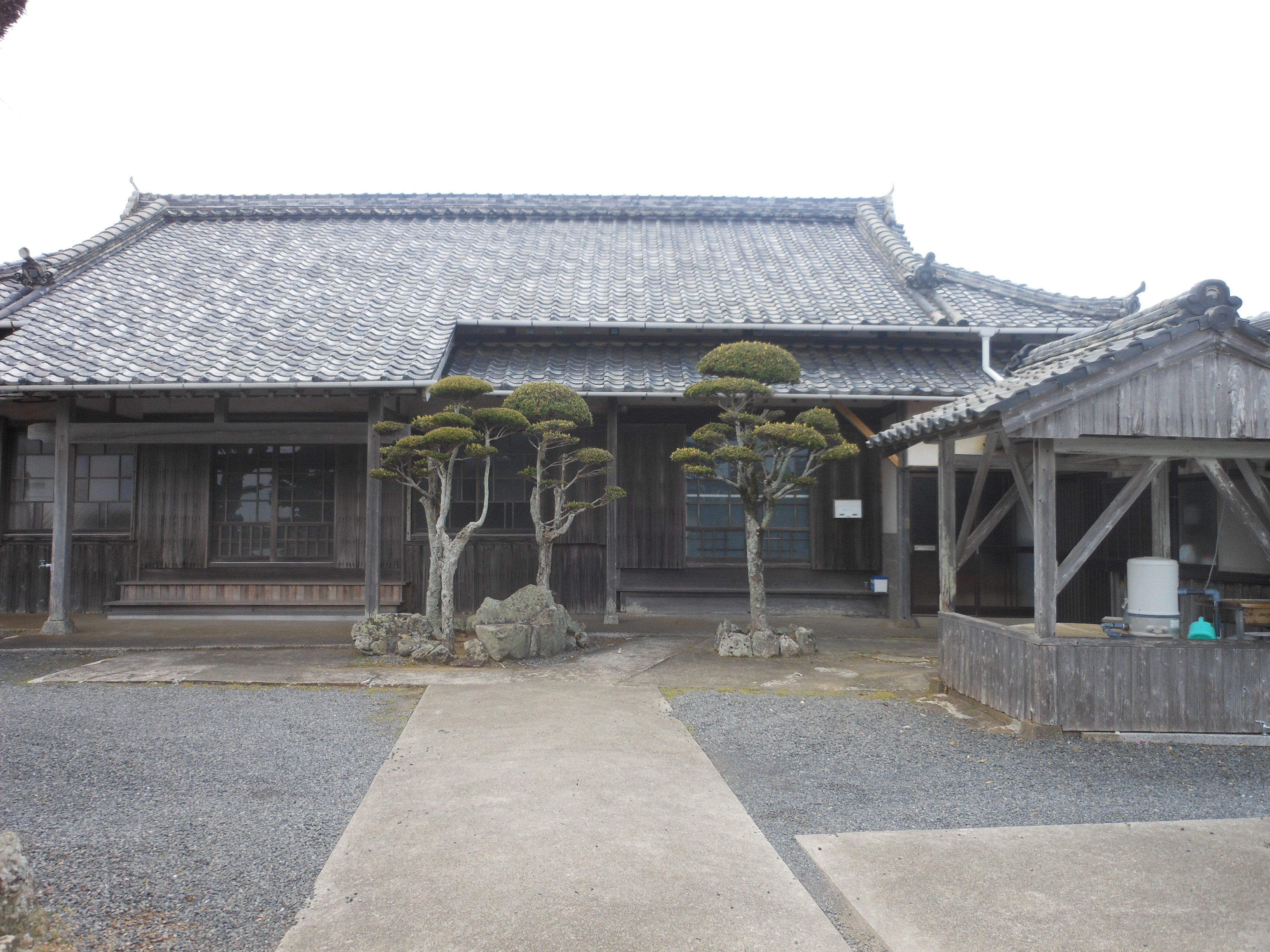
大蔵寺